# Biserica de lemn din Ceaca

Biserica de lemn din Ceaca, fotografie din arhiva parohiei Ceaca

Biserica de lemn din Ceaca se afla în localitatea omonimă din județul Sălaj. Ea a fost construită în anul 1902 de către un meșter din zonă. Construcție specifică pentru începutul secolului al XX-lea, biserica de lemn a fost folosită de credincioșii din Ceaca până la construirea noii bisericii de zid, în anul 1992. Noua biserică de zid a preluat hramul vechii biserici de lemn, cel al Sfinților Arhangheli Mihail și Gavriil.

## Istoric

Harta localităţii Ceaca, realizată în intervalul 1769-1773, unde este reprezentată și biserica satului

Harta localităţilor Ceaca și Ciureni, realizată în 1872

Șirul preoților ce au slujit în această localitate, începând cu primul menționat de documente în anul 1744: Pop Gheorghe și continuând până în prezent cu Pop Vasile, Pop Ioan, Pop Andrei, Pașca Victor, Cherebețiu Ioan, Cerghi Teodor, Almaș Ioan, Pop Vasile, Ciaca Pompei, Macovei Ioan, Casacu Emil, Holoban Mihai, Ciaca Pompei și Ceaca Ioan ne dovedește faptul că biserica construită un pic după anul 1900 nu a fost prima biserică din sat, aceasta fiind precedată de o altă biserică, probabil tot din lemn. De altfel monografia comitatului Solnoc-Dăbâca, scrisă la începutul secolului (1900-1905), pomenește în această localitate o biserică de lemn construită în anul 1765. Fără a putea spune dacă la ridicarea bisericii ce face subiectul prezentului articol au fost folosite lemne din vechea biserică, știm că aceasta a construită în timpul preotului Cerghi Teodor, fiind binecuvântată de un sobor de preoți.
Biserica, a fost construită la începutul secolului XX - după istoricul păstrat în parohie, în anul 1902, iar după șematismele Episcopiei Greco-Catolice în anul 1903 - de către meșterul Grigore din Cozla. Diferențe înte cele două surse apar și la nivelul ocrotitorilor spirituali ai bisericii, unele surse amintind biserica având hramul Adormirea Preacuratei Fecioare Maria altele amintind hramul Sfinților Arhangheli Mihail și Gavriil.
Parohia a fost vizitată de către episcopul Iuliu Hossu în data de 23.06.1926.

## Trăsături
Biserica avea lungimea de aprox. 14 m și lățimea de aprox. 7 m, acoperind o suprafață de 98 m2. Era făcută din bârne de lemn, așezate pe temelie de lemn, în stare foarte slabă la data întocmirii istoricului. Pictura interioară a fost realizată pe pânză de către pictorul Ioan Pop, în anul 1917. Ulterior, decorația pictată a bisericii a fost refăcută în anul 1964 de către Ioan Ciurean, pictor care a mai lucrat și la alte biserici din zonă, exemplu în acest sens fiind biserica de lemn din Zalha. Starea bisericii în 1947, în vremea preotului Ciaca Pompei, era considerată a fi una bună. Iluminatul electric a fost introdus în biserică în anul 1967. Pentru slujbele religioase erau folosite mai multe clopote. Două dintre acestea au fost donate de către credinciosul Ioan Pop, al treilea fiind luat din banii adunați de la credincioși. În anul 1984 au mai fost achiziționate încă două clopote, unul donat de către Buta Iosif și familia iar cel de-al doilea de către Valentin Petruș și Iosif Ceaca din Ceaca.
Intrarea în biserică se făcea pe latura de vest, ușa fiind așezată în axul bisericii. Deasupra intrării, peretele, protejat de o streașină îngustă se continua cu un fronton de formă trapeză. Acest fronton din scânduri avea o fereastră îngustă și înaltă, cu marginea superioară rotunjită pentru a lumina corul bisericii. În continuarea laturii de vest a bisericii, deasupra corului se afla turnul bisericii, acesta fiind închis aproape în totalitate, învelit în tablă. Turnul bisericii era acoperit de un coif cu două porțiuni bine definite: prima, spre baza coifului mai plată, peste aceasta așezându-se cea de-a doua, mai lungă și mai zveltă.
Construcția, ridicată după moda vremii, cu pereți înalți și tencuiți pentru a semăna cât mai mult cu o biserică de zid, duce cu gândul la o altă biserică de lemn din imediata apropiere și anume biserica de lemn din Ciureni. Deși cea de-a doua a fost ridicată doar în perioada interbelică, din lemnele vechii biserici din Elciu, cele două edificii aveau elemente constructive foarte asemănătoare. Având în vedere aceste aspecte, dimensiunile de proporții apropiate precum și faptul că biserica din Ciureni era filială a parohiei Ceaca, deși între momentul edificării celor două biserici este o diferență de peste 25 de ani, putem bănui o relație între cele două edificii, biserica din Ceaca fiind folosită drept model pentru biserica din Ciureni.